# Рома, Флавио
Фла́вио Ро́ма (итал. Flavio Roma; 21 июня 1974, Рим) — итальянский футболист, вратарь наиболее известен по выступлениям за французский «Монако»

## Клубная карьера
Коренной римлянин носит полностью созвучную с родным городом фамилию (в переводе с итальянского «Рома» значит «Рим»). Правда, Флавио совершенно ничего не связывает с одноименной столичной командой. С детских лет Рома тренировался в «Лацио», в котором и начал профессиональную карьеру. Но закрепиться в основе «бьянкочелести» во второй половине 90-х Флавио не смог. Тогда первым вратарем клуба был Лука Маркеджани. Поэтому Рома для получения опыта он отдавался в аренды в клубы низших дивизионов: «Мантова», «Венеция», «Фьоренцуола», «Фоджа», «Кьево».
В конце концов на стыке столетий он очутился в «Пьяченце», в рядах которой состоялся долгожданный дебют в серии A. В сезоне-1999/2000 Рома провёл 32 матча, пропустив в них 42 мяча и 8 встреч завершив на ноль. Несмотря на это, «Пьяченца» выбыла во второй дивизион, а на следующий год Флавио откликнулся на предложение «Монако».
Первый номер клуба из Монте-Карло в мае 2004-го участвовал в финале Лиги чемпионов, а в 2005 году провёл три матча за «Скуадру адзурру». Дебютный матч произошёл 30 марта 2005 против Исландии (0:0), второй матч — 11 июня 2005 против Эквадора (1:1), третий матч — 17 августа 2005 против Ирландии (2:1). Похоже, то был пик его карьеры.
12 августа 2009 года перешёл в Милан. Он подписал годичный контракт с «Миланом» заменив Желько Калача, который покинул клуб по взаимному согласию. Рома должен был бороться за позицию с Марко Сторари, в то время как Кристиан Аббьяти и Дида лечились от травм.
Являлся 3-м голкипером Милана после Марко Амелия и Кристиана Аббьяти.
25 июля 2012 года вернулся в «Монако», с которым подписал годичный контракт с опцией продления договора ещё на один сезон.

## Достижения
«Монако»
- Обладатель Кубка французской лиги: 2002/03
- Финалист Лиги чемпионов: 2003/04

«Милан»
- Чемпион Италии: 2011